# لوئی هفتم
لوئی هفتمِ دارای لقب جوان (فرانسوی:Louis VII le Jeune)(زاده ۱۱۲۰ - مرگ ۱۸ سپتامبر ۱۱۸۰) از ۱۱۳۷ تا سال مرگش پادشاه فرانسه بود.

## زندگی
وی از دودمان کاپتی و فرزند لوئی ششم بود. ساخت کلیسای نوتردام در پاریس در زمان پادشاهی او آغاز شد. با اینکه او از برادرش فیلیپ کوچک بود ولی با رویداد مرگ برادر، این لوئی بود که به جای پدر بر تخت نشست. او را بیشتر به یک انسان معتقد دانسته‌اند تا یک شهریار. او که در آغاز پادشاهی خودکامه بود پس از جنگ صلیبی که از سر گذراند به مردی پارسا بدل گشت.
در ژوئن ۱۱۴۷ به همراه همسرش، الینور، دوشس آکیتن، به سوی سوریه که درگیر جنگ‌های صلیبی بود به راه افتاد، ولی در لاذقیه ترکها به سپاه فرانسه شبیخون زدند. ترکان از بالای کوه بر فرانسویان باران سنگ و پیکان باریدند و آنان را کشتار نمودند. با این همه به پادشاه آسیبی نرسید و سپاه فرانسه با پس زدن تازندگان به راه خود به سوی سرزمین مقدس ادامه دادند و در ۱۱۴۸ بدانجا رسیدند. الینور د آکیتن همسر شاه از عموی خود ریموند، شاهزاده انطاکیه در برابر تاخت و تاز نورالدین زنگی از شوهرش خواست که به یاری او بشتابد ولی لوئی بر این باور بود که باید در اورشلیم بماند و انطاکیه در امان خواهد بود. او به همراه کنراد سوم، پادشاه آلمان و بالدوین سوم، پادشاه اورشلیم، شهر دمشق را محاصره کردند که ناکام ماند. لوئی هفتم بر این پای می‌فشرد که در سرزمین مقدس بماند و از آن پدافند کند حال آنکه همسرش الینور سخت از شوهرش می‌خواست که به یاری عموی نگون‌بختش ریموند بشتابد. سرانجام فرانسویان در ۱۱۴۹ به میهن بازگشتند. این لشکرکشی نه تنها نیرو و هزینه بسیاری را برد، بلکه سبب شد که الینور نیز از همسرش لوئی جدا شود.
لوئی هفتم در پیوند با همسایه‌اش پادشاهی انگلستان کوشید تا توماس بکت را با هنری دوم پادشاه آن کشور آشتی دهد. لوئی هفتم را پس از مرگ در صومعه باربو و سپس از ۱۸۱۷ در کلیسای سن‌دنی به خاک سپردند.